# International X-ray Observatory
International X-ray Observatory (IXO) — рентгеновский телескоп, разрабатываемый тремя космическими агентствами: NASA, ЕКА и JAXA. Запуск планируется в 2021 году. В мае 2008 года ESA и НАСА создали координационную группу с участием всех трёх учреждений с целью изучения возможности объединения существующих проектов XEUS и Constellation-X

## Научные цели
Рентгеновские наблюдения имеют важное значение для понимания структуры и эволюции звёзд, галактик и Вселенной в целом. Рентгеновские снимки позволяют открыть горячие места во Вселенной — места, где частицы были наэлектризованы или нагреты до очень высоких температур сильными магнитными полями, мощными взрывами и интенсивными гравитационными силами. Источники рентгеновского излучения в небе также связаны с различными фазами эволюции звёзд, такими как остатки сверхновых, нейтронных звёзд и чёрных дыр.
IXO будет исследовать Вселенную в рентгеновском излучении и пытаться найти ответы на вопросы в следующих областях:
- Состояние материи в экстремальных условиях:
 — Развитие сверхмассивных чёрных дыр
 — Материя, вращающаяся вокруг чёрных дыр
 — Стабилизация состояния нейтронных звёзд
- Формирование структур:
 — Природа тёмной материи и тёмной энергии
 — Космическая обратная связь[3]
 — Отсутствие барионов[4]
- Жизненный цикл материи и энергии:
 — Происхождение и рассеивание элементов
 — Ускорение частиц
 — Формирование планет
 — Магнитные поля звёзд

Для решения этих вопросов современной науки IXO будет отслеживать орбиты, близкие к горизонту событий чёрных дыр, измерять вращение чёрных дыр у нескольких сотен активных ядер галактик (АЯГ), использовать спектроскопию для описания истечения вещества из галактических ядер во время их пиковой активности, искать сверхмассивные чёрные дыры вне красного смещения z = 10, картографировать массивные движения и турбулентность в скоплениях галактик, искать недостающие барионы в массивных космических структурах и наблюдать процесс обратной связи, при которой чёрные дыры выделяют энергию в галактических и межгалактических масштабах.
Все это позволит астрономам лучше понять историю и эволюцию материи и энергии (как видимой, так и тёмной), а также их взаимодействие в процессе формирования крупных структур.
Для достижения перечисленных целей требуется очень высокая чувствительность для изучения дальней Вселенной. Это в свою очередь требует от телескопа большой области для сбора данных в сочетании с хорошим угловым разрешением, а также высокоточной спектроскопии.

## Состав IXO
Основным компонентом телескопа является большое зеркало, имеющее площадь собирающей поверхности около 3 м2, разрешение 5 угловых секунд и фокусное расстояние 20 м.

### Измерительные инструменты
Научные цели, поставленные перед IXO, требуют сбора множества информации, используя различные методики: спектроскопию, замеры времени, фотографирование и поляриметрию. Поэтому IXO будет иметь ряд детекторов, которые предоставят необходимые данные об источниках рентгеновского излучения, чтобы помочь разобраться в физических процессах, происходящих в них.
Два спектрометра высокого разрешения, микрокалориметр и набор дисперсионных решёток обеспечат высокое качество спектра в полосе 0,1 — 10 кэВ, где большинство ионов имеют линии рентгеновского изучения. Детальная спектроскопия с этих приборов позволит астрономам узнать о температуре, составе и скорости плазмы во Вселенной. Кроме того, изучение определённых особенностей спектра рентгеновского излучения позволит исследовать условия существования материи в мощных гравитационных полях вокруг сверхмассивных чёрных дыр.
Для изучения нейтронных звёзд и чёрных дыр IXO будет иметь рентгеновский поляриметр, который позволит определить их свойства и влияние на окружающую среду.
Детекторы будут расположены на двух платформах: передвижной (MIP) и фиксированной инструментальных платформах (FIP). Передвижная платформа необходима вследствие того, что рентгеновские телескопы не могут складываться так, как телескопы видимого спектра. Поэтому IXO будет использовать MIP, которая содержит следующие приборы: широкоугольный детектор и детектор жёсткого рентгеновского излучения, спектрометр с высоким спектральным разрешением, прибор точного расчёта времени и поляриметр. Эти приборы будут по очереди меняться местами для нахождения в фокусе зеркала и получения данных.
Рентгеновский дифракционный спектрометр будет расположен на фиксированной инструментальной платформе. Этот спектрометр обеспечит высокое спектральное разрешение в мягком рентгеновском диапазоне. Он будет использоваться для определения свойств тёплой межгалактической среды, потоков, истекающих из активных ядер галактик, а также плазменных выбросов из короны звёзд.
Часть лучей от зеркала будет отклоняться на CCD-матрицу, которая будет функционировать одновременно с активным инструментом MIP и собирать данные для инструментов, которые в данные момент не находятся в фокальной позиции.
Для того чтобы избежать влияния со стороны собственного излучения телескопа на получаемые данные, сам IXO и все его приборы должны быть очень холодными. Поэтому платформа инструментов IXO имеет большой щит, который блокирует свет от Солнца, Земли и Луны. В противном случае нагрев телескопа привёл бы к искажениям в получаемых данных.
Превосходство IXO относительно текущих рентгеновских телескопов эквивалентно переходу от 5 м телескопа к 22 м телескопу.

## Запуск
Планируемая дата запуска спутника — 2021 год. Средством доставки телескопа будет либо Ariane V, либо Atlas V.

## Научная деятельность
IXO будет разработан для функционирования в течение минимум 5 лет с возможным продлением миссии до 10 лет. Таким образом, научная деятельность IXO будет осуществляться с 2021 по 2030 год.